# Iwanie Złote
Iwanie Złote (ukr. Іване-Золоте, Iwane-Zołote) – wieś na Ukrainie, w obwodzie tarnopolskim, w rejonie czortkowskim. W 2001 roku liczyła ok. 900 mieszkańców.

## Położenie i historia
Pod koniec XIX w. wieś w powiecie zaleszczyckim, 12 km na północny zachód od Zaleszczyk, na lewym brzegu Dniestru w dolinie potoku Ługi. Od północy sąsiaduje ze wsiami: Uścieczko i Torskie, od wschodu Dźwiniacz, a od zachodu, za Dniestrem leżą Potoczyska a od południa Horodnica. 
W II Rzeczypospolitej wieś w powiecie zaleszczyckim województwa tarnopolskiego. W latach 1943-1945 nacjonaliści ukraińscy z OUN-UPA zamordowali tutaj 15 Polaków.